# Steffensweg (Bremen)

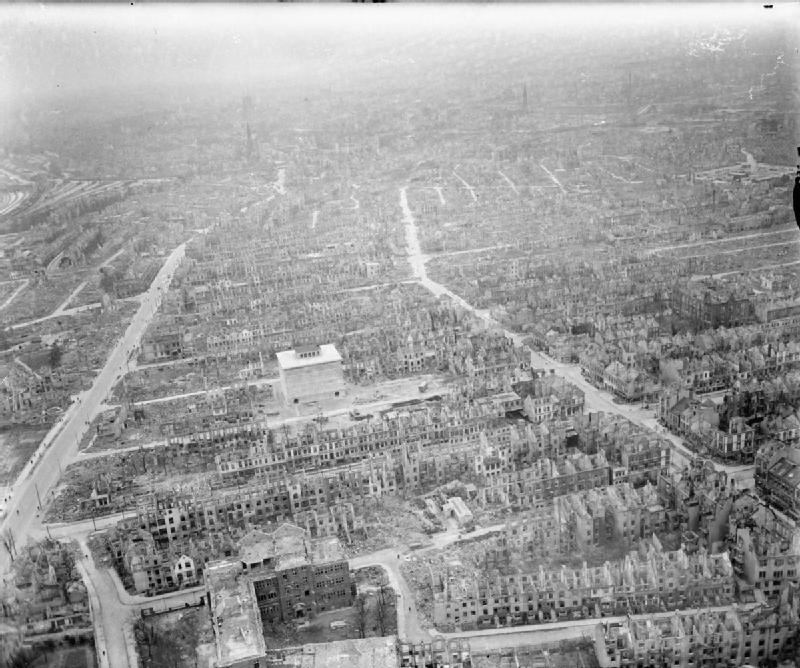
Zerstörtes Walle; Blick nach Südosten

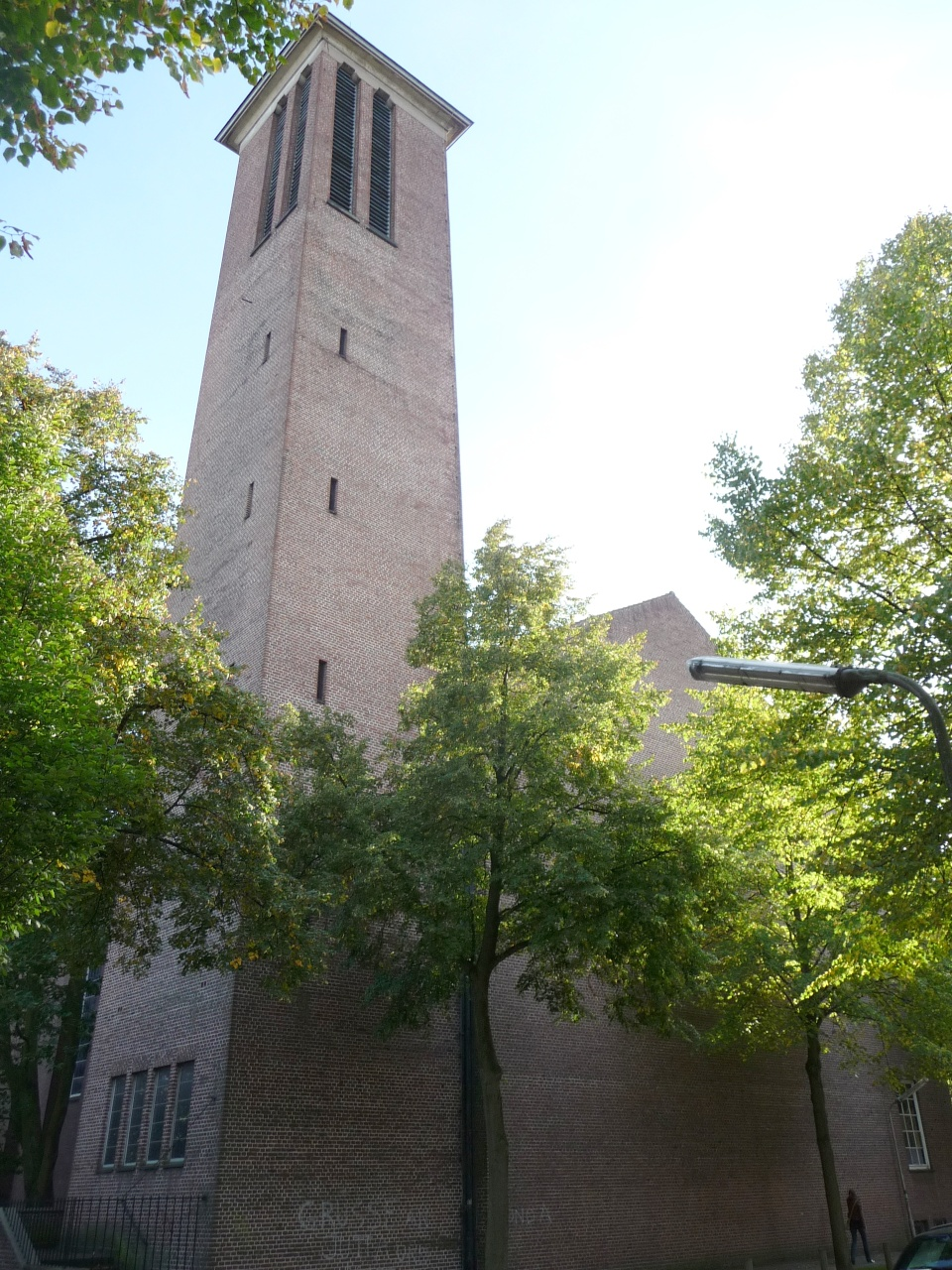
Nr. 89: Wilhadi-Kirche

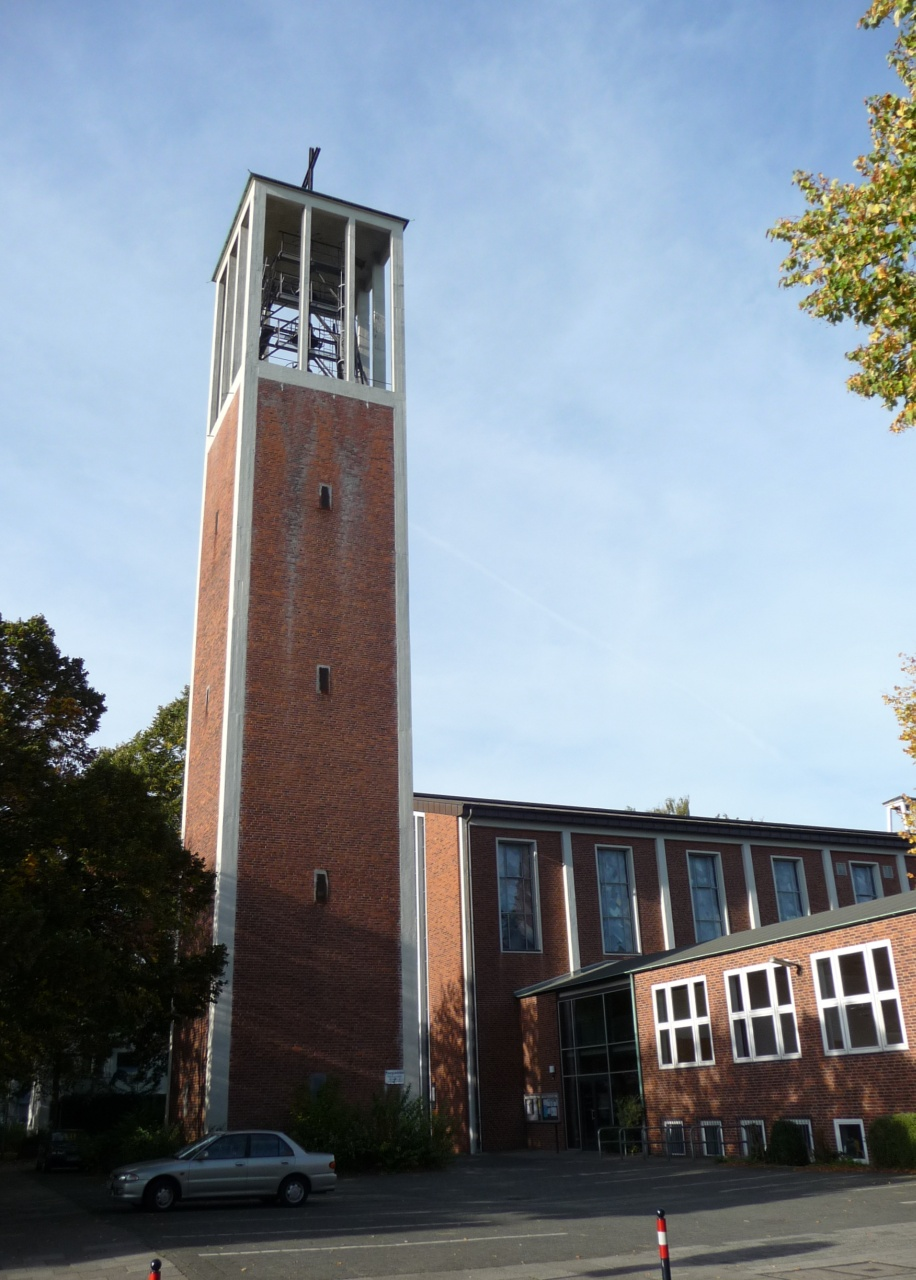
St. Marien (Bremen-Walle)

Alte Marienkirche von 1898

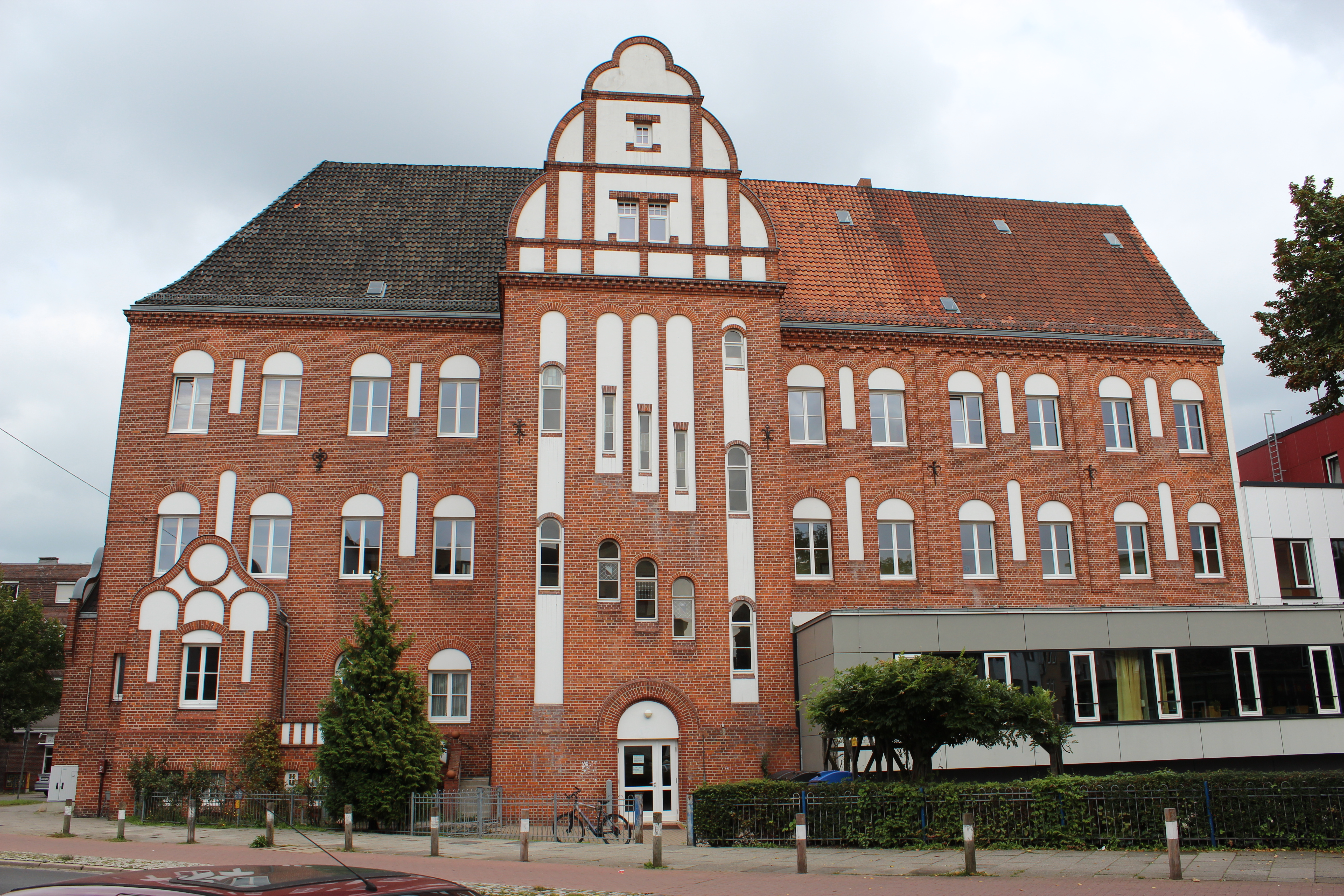
Schule am Steffensweg

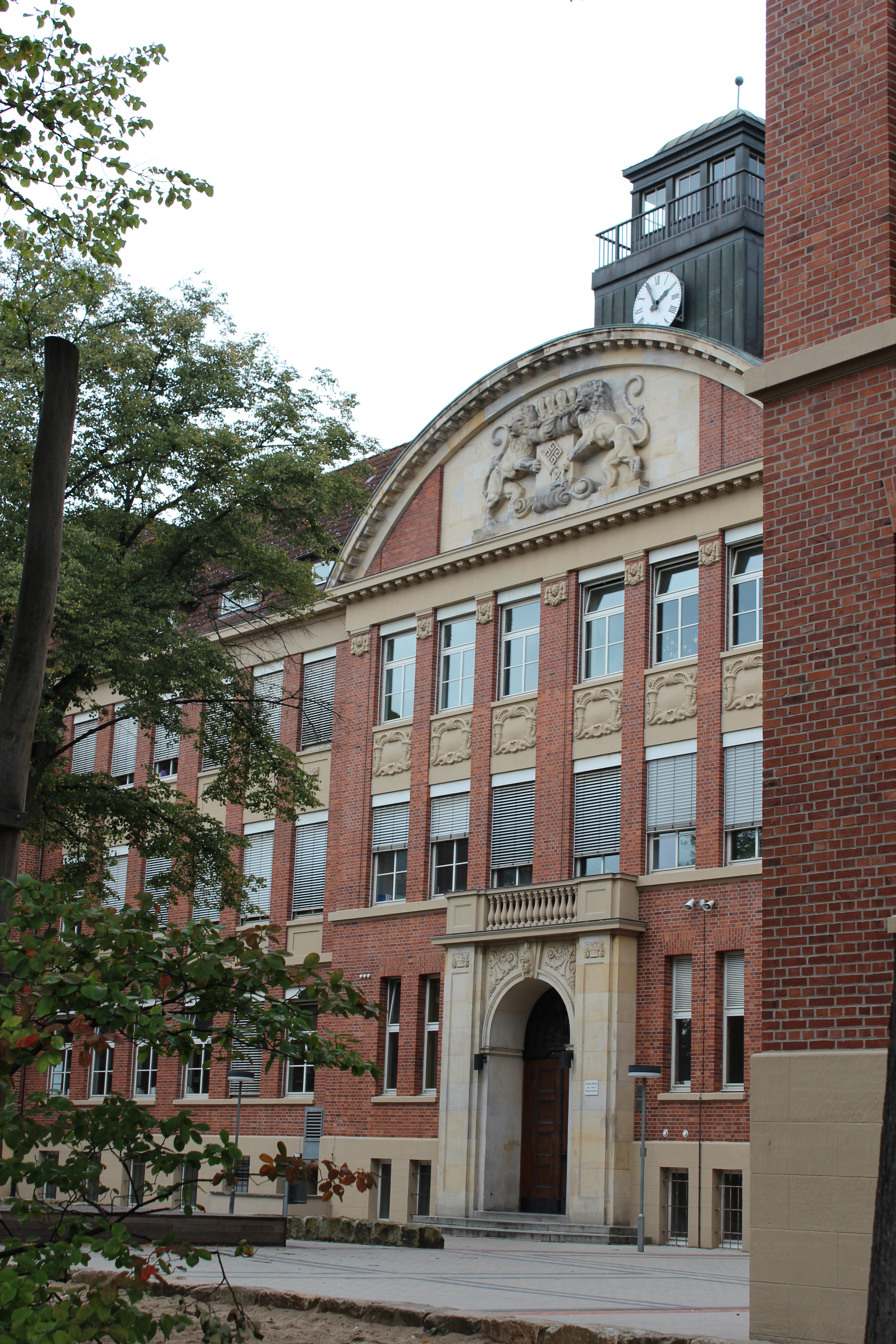
Schulzentrum Waller Ring

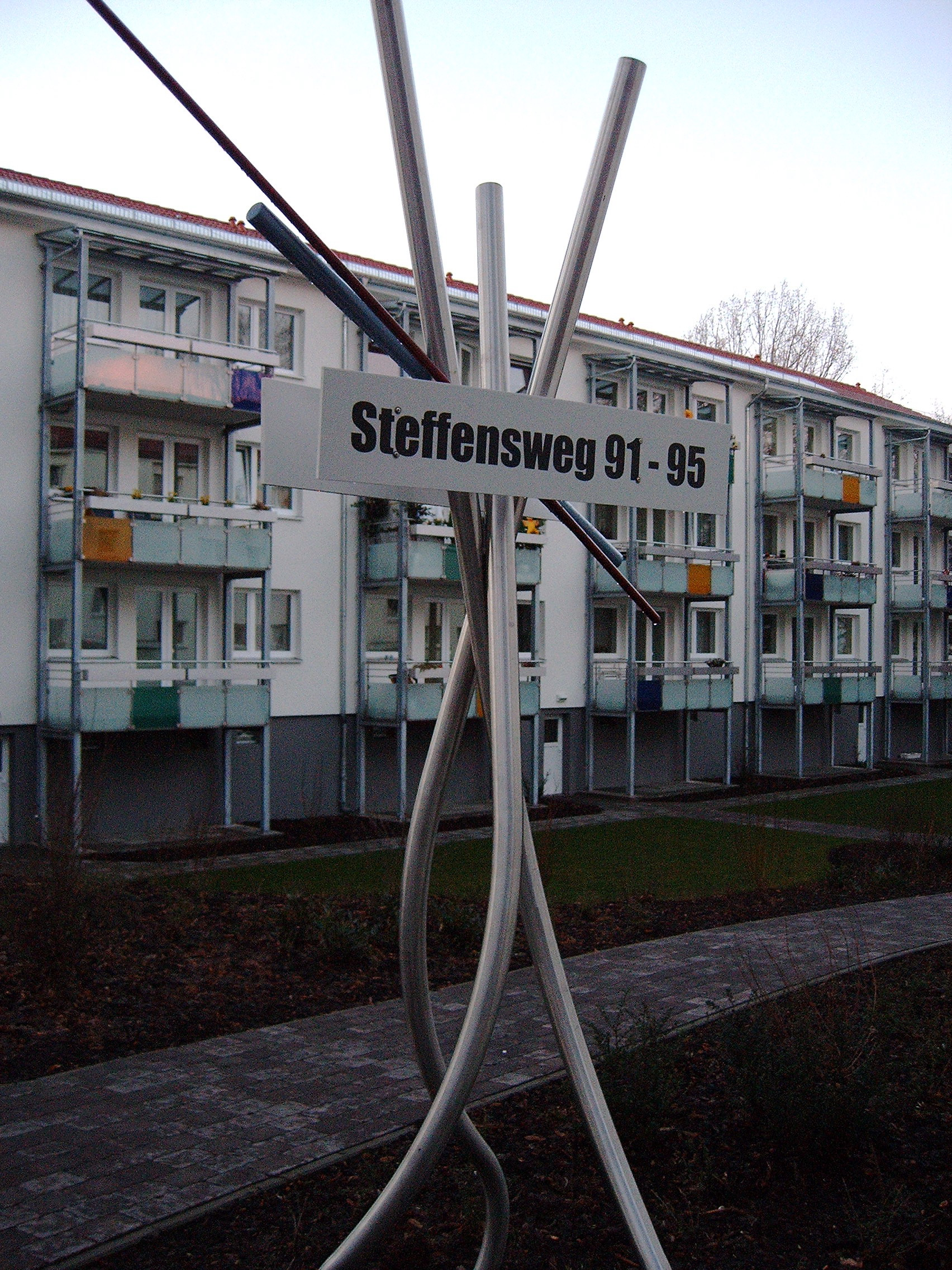
Nr. 91 bis 95

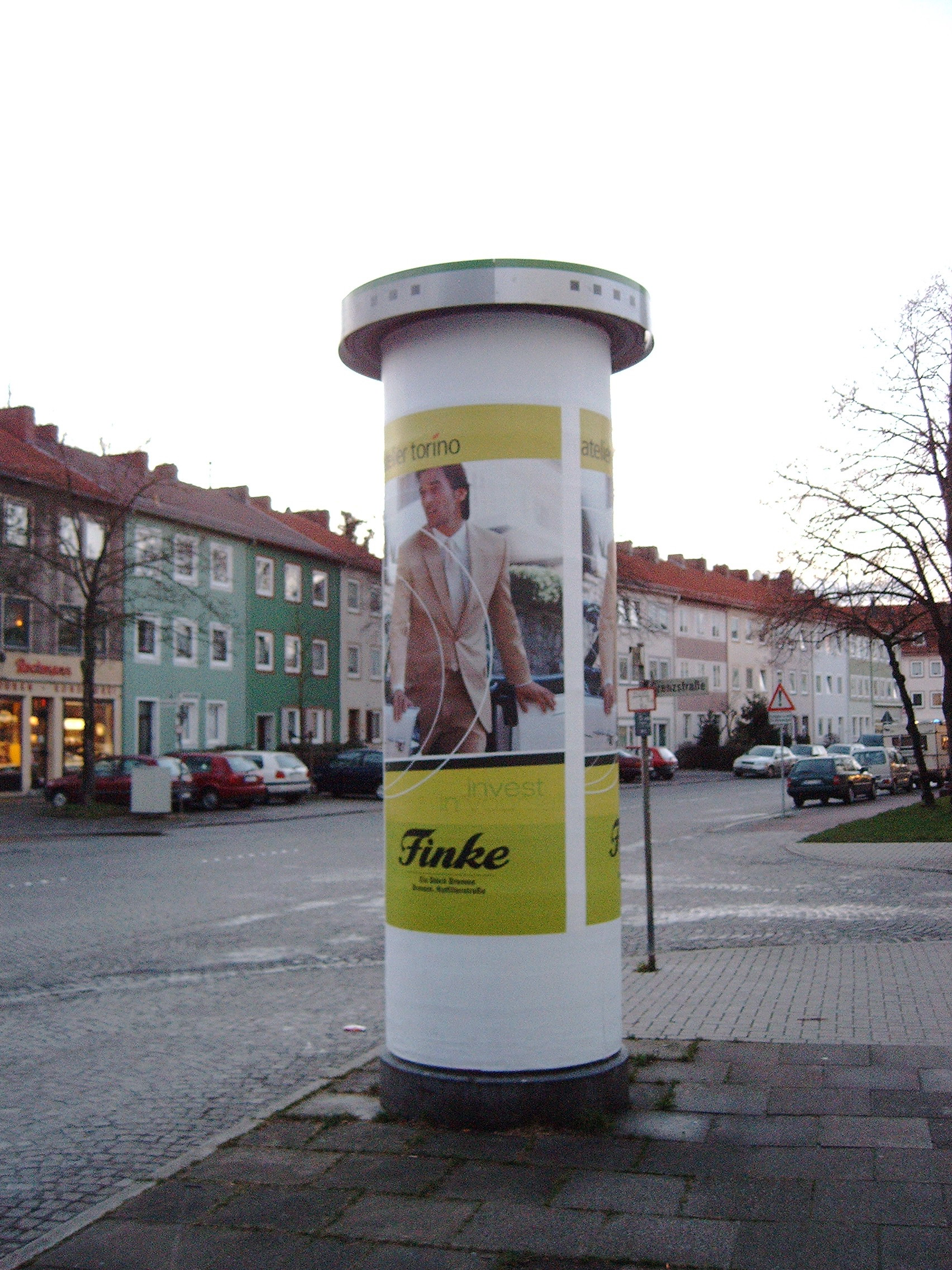
Nordblick ab Nr. 90 bzw. Grenzstraße

Der Steffensweg ist eine historische Straße in Bremen Stadtteil Walle, Ortsteil Steffensweg. Er führt in Süd-Nord-Richtung von der Hansestraße bis zur Langen Reihe.
Er gliedert sich in die Teilbereiche
- Hansestraße bis Bremerhavener Straße mit kleinem Platz und
- Bremerhavener Straße bis Lange Reihe.

Die Querstraßen wurden benannt als Hansestraße nach der Hanse zu der Bremen seit 1260 gehörte, Erasmusstraße nach dem Gelehrten und Theologen Erasmus von Rotterdam, Thüringer Straße nach dem Bundesland, Gustav-Adolf-Straße nach dem König von Schweden Gustav II. Adolf, Schulze-Delitzsch-Straße nach dem Sozialreformer Hermann Schulze-Delitzsch, Sankt-Magnus-Straße nach einem der gleichnamigen Heiligen, Söderblomstraße nach dem schwedisch lutherischen Theologen und Erzbischof von Uppsala Nathan Söderblom, Stephanstraße analog wie Steffensweg, Am Syndikushof nach dem Syndicus der Freien Hansestadt Bremen Dr. Franz Köhne (1690–1760), der hier seinen Hof hatte, Grenzstraße (1868) nach der Grenze zwischen den Feldmarken Utbremen und Walle, Barnstorfer Platz nach der Gemeinde im Landkreis Diepholz, Gutenbergstraße nach dem Erfinder des modernen Buchdrucks Johannes Gutenberg, Elisabethstraße (1874) nach dem Vornamen, Karl-Peters-Straße nach dem Kolonialpolitiker und Afrikaforscher Carl Peters, Nachtigalstraße nach dem Afrikaforscher Gustav Nachtigal, Columbusstraße nach dem Amerikaentdecker Christoph Kolumbus, Bremerhavener Straße, Helgolander Straße nach der Insel , Braker Straße nach der Stadt und Waller Ring, der verbunden ist mit dem Utbremer Ring und dem Osterfeuerberger Ring; ansonsten siehe beim Link zu den Straßen.

## Geschichte

### Name
Der Steffensweg erhielt den Namen nach dem Sankt Stephan (Plattdeutsch Sunte Steffen), da der Ortsteil früher zum zuständigen Kirchspiel St. Stephani gehörte und der Weg dahin führte.

### Entwicklung
1139 wurde das Dorf Walle erstmals erwähnt und 1179 der Hof-Walle der Herren zu Walle.
1524 erfolgte der Bau der Kerke Sunte Michalis tho Walle als Waller Kirche, Lange Reihe 77. 1635 pachtete der Ritter Christoph Ludwig Raschen den Hof-Walle.
Am westlichen Ende entwickelte sich mit dem Bau des Freihafens nach 1888 die Ortsteile Steffensweg und Westend. Die große Jute-Spinnerei und Weberei Bremen an der Nordstraße beschäftigte um 1895 über 2000 Arbeiter, die hier wohnten
Die Ortsteile Steffensweg (heute um 4300 Einwohner) und Westend (heute um 6400 Einwohner) wurden deshalb überwiegend dicht bebaute Wohngebiete. 1885 wurden Teile der Landgemeinde Walle und 1902 die weiteren Gebiete eingemeindet.
Bis 1905 entstand am Steffensweg/Ecke Bremerhavener Straße eine Volksschule mit 16 Klassen, 1913 die Realschule später Schulzentrum Waller Ring als Oberschule und 1916 die Volksschule (Doppelschule) und spätere Oberschule Helgolander Straße. Die Unternehmerin Marie Hackfeld schenkte 1899 das 1943 zerstörte Volksbad am Steffensweg, Eduard Gildemeister entworfen hatte. Das Bad wurde 1928 zum Hallenbad erweitert und hieß nun Hansabad. 1925 wurde eine Filiale der Lesehalle im Westen am Steffensweg eingerichtet. Arbeitslose konnten ab 1932 kostenlos Bücher entleihen.
Während des Zweiten Weltkrieges wurde 1943/44 Walle großflächig zerstört. Unter dem Namen Westliche Vorstadt entstand von 1953 bis 1955 in Utbremen, Steffensweg und Westend durch die Gewoba, die Bremer Treuhand und die Schoß nach Plänen von Max Säume, Günther Hafemann, Wilhelm Wortmann, Bernhard Wessel, Werner Hebebrand, Walter Schlempp und Günther Marschall eine größere, aufgelockerte Wohnsiedlung.

### Verkehr
Im Nahverkehr in Bremen durchfährt die Buslinien 28 (Walle ↔ Findorff ↔ Wiener Str. ↔ Universität-Nord) die Straße.

## Gebäude und Anlagen
An der Straße befinden sich überwiegend drei- bis auch viergeschossige Wohngebäude.
Bremer Baudenkmale
- Steffensweg 171: 3-gesch. Schule am Steffensweg im Reformstil von 1905 mit einer roten Klinkerfassade und zwei prägende Risalite mit gerundeten Schweifgiebeln nach Plänen von Baurat Hugo Weber ; heute Allgemeine Berufsschule;[3] daneben 3-gesch. moderner, roter Schulbau
- Steffensweg 210: 4-gesch. verklinkertes Schulzentrum Waller Ring (Oberschule) von 1913 mit einem halbrunden Giebel und dem großen Bremer Wappen sowie einem Dachreiter nach Plänen von Baurat Hugo Weber und Staatsbaurat Hans Ohnesorge.[4]

Erwähnenswerte Gebäude und Anlagen
- Nr. 3– um 111, östliche Seite von Hansestraße bis Grenzstraße: Offene, 3-gesch. Wohnbebauung der 1960/70er Jahre teilweise am Anfang mit straßenbegleitendem 1-gesch. Geschäftshausriegel
- Nr. 2–108, westliche Seite: 3-gesch. Wohnhäuser
- Nr. 87: Evangelische Wilhadi-Kirche von 1955 mit 42,5 m hohen Turm und Gemeindebauten nach Plänen von  Fritz Brandt, Bremen[5]; ab 1878 neugotische Tochterkirche der St.-Stephani-Gemeinde an der Nordstraße, die 1944 zerstört wurde; ein Gedenkstein erinnert an den Standort.
- Ecke zur Sankt-Magnus-Straße 2: Katholische St.-Marien-Kirche vom 1954 nach Plänen von Georg Lippsmeier (Düsseldorf)[6]; die Vorgängerkirche von 1897/98 nach Plänen von Friedrich Wellermann wurde 1943/44 zerstört. Dahinter: Caritas St. Johannis Kinder- und Jugendhilfe
- Nr. 116–184: 3-gesch. Wohn- und Geschäftshäuser
- um Nr. 157–165: Stiftungsdorf Walle mit 3-gesch. Wohnhaus und Relikt vom achteckigen Wasserturm-Walle
- Nr. 173: 3- und 6-gesch. Wohn- und Geschäftshaus
- Nr. 181 und 183: 3-gesch. Wohnhäuser von vor 1930 mit Mansarddach und Erkern.

### Gedenktafeln
- Stolpersteine für die Opfer des Nationalsozialismus gemäß der Liste der Stolpersteine in Bremen:
  - Nr. 74: Chaim Knisbacher (* 1896) Donia Knisbacher, beide 1939 nach Polen abgeschoben.